# ATP-toernooi van Atlanta/Orlando
Het ATP-toernooi van Atlanta/Orlando was een jaarlijks terugkerend tennistoernooi voor mannen dat werd gehouden in de Amerikaanse stad Atlanta. Het toernooi werd in 1985 voor het eerst gehouden in Fort Myers.Na 2 edities verhuisde het toernooi naar Orlando.In 1992 verhuisde het naar Atlanta waar in 2001 het laatste toernooi plaatsvond.

## Finales

### Enkelspel
| Jaar                | Winnaar              | Runner-up            | Score               |
| Atlanta, Georgia    | Atlanta, Georgia     | Atlanta, Georgia     | Atlanta, Georgia    |
| ------------------- | -------------------- | -------------------- | ------------------- |
| 2001                | Andy Roddick         | Xavier Malisse       | 6-2, 6-4            |
| 2000                | Andrew Ilie          | Jason Stoltenberg    | 6-3, 7-5            |
| 1999                | Stefan Koubek        | Sébastien Grosjean   | 6-1, 6-2            |
| 1998                | Pete Sampras         | Jason Stoltenberg    | 6-7(2), 6-3, 7-6(4) |
| 1997                | Marcelo Filippini    | Jason Stoltenberg    | 7-6(2), 6-4         |
| 1996                | Karim Alami          | Nicklas Kulti        | 6-3, 6-4            |
| 1995                | Michael Chang        | Andre Agassi         | 6-2, 6-7(6), 6-4    |
| 1994                | Michael Chang        | Todd Martin          | 6-7(4), 7-6(4), 6-0 |
| 1993                | Jacco Eltingh        | Bryan Shelton        | 7-6(1), 6-2         |
| 1992                | Andre Agassi         | Pete Sampras         | 7-5, 6-4            |
| Orlando, Florida    |                      |                      |                     |
| 1991                | Andre Agassi         | Derrick Rostagno     | 6-2, 1-6, 6-3       |
| 1990                | Brad Gilbert         | Christo van Rensburg | 6-2, 6-1            |
| 1989                | Andre Agassi         | Brad Gilbert         | 6-2, 6-1            |
| 1988                | Andrej Tsjesnokov    | Miloslav Mečíř       | 7-6(6), 6-1         |
| 1987                | Christo van Rensburg | Jimmy Connors        | 6-3, 3-6, 6-1       |
| Fort Myers, Florida |                      |                      |                     |
| 1986                | Ivan Lendl           | Jimmy Connors        | 6–2, 6–0            |
| 1985                | Ivan Lendl           | Jimmy Connors        | 6–3, 6–2            |

### Dubbelspel
| Jaar                | Winnaars                           | Runners-up                         | Score            |
| Atlanta, Georgia    | Atlanta, Georgia                   | Atlanta, Georgia                   | Atlanta, Georgia |
| ------------------- | ---------------------------------- | ---------------------------------- | ---------------- |
| 2001                | Mahesh Bhupathi Leander Paes       | Rick Leach David Macpherson        | 6-3 7-6(7)       |
| 2000                | Ellis Ferreira Rick Leach          | Mark Knowles Justin Gimelstob      | 6-3 6-4          |
| 1999                | Patrick Galbraith Justin Gimelstob | Todd Woodbridge Mark Woodforde     | 5-7 7-6(4) 6-3   |
| 1998                | Ellis Ferreira Brent Haygarth      | Alex O'Brien Richey Reneberg       | 6-3 0-6 6-2      |
| 1997                | Jonas Björkman Nicklas Kulti       | Scott Davis Kelly Jones            | 6-4 6-4          |
| 1996                | Christo van Rensburg David Wheaton | Bill Behrens Matt Lucena           | 7–6, 6–2         |
| 1995                | Sergio Casal Emilio Sánchez        | Jared Palmer Richey Reneberg       | 6-7, 6-3, 7-6    |
| 1994                | Jared Palmer Richey Reneberg       | Francisco Montana Jim Pugh         | 4-6, 7-6, 6-4    |
| 1993                | Paul Annacone Richey Reneberg      | Todd Martin Jared Palmer           | 6-4, 7-6         |
| 1992                | Steve DeVries David Macpherson     | Dave Randall Mark Keil             | 6-3, 6-3         |
| Orlando, Florida    |                                    |                                    |                  |
| 1991                | Luke Jensen Scott Melville         | Nicolas Pereira Pete Sampras       | 6-7, 7-6, 6-3    |
| 1990                | Scott Davis David Pate             | Alfonso Mora Brian Page            | 6-3, 7-5         |
| 1989                | Scott Davis Tim Pawsat             | Ken Flach Robert Seguso            | 7-5, 5-7, 6-4    |
| 1988                | Guy Forget Yannick Noah            | Sherwood Stewart Kim Warwick       | 6-4, 6-4         |
| 1987                | Kim Warwick Sherwood Stewart       | Paul Annacone Christo van Rensburg | 2-6, 7-6, 6-4    |
| Fort Myers, Florida |                                    |                                    |                  |
| 1986                | Ivan Lendl Andrés Gómez            | Peter Doohan Paul McNamee          | 7-5, 6-4         |
| 1985                | Ken Flach Robert Seguso            | Sammy Giammalva Jr. David Pate     | 3–6, 6–3, 6–3    |

1985 · 1986 · 1987 · 1988 · 1989 · 1990 · 1991 · 1992 · 1993 · 1994 · 1995 · 1996 · 1997 · 1998 · 1999 · 2000 · 2001